# 구덩이 (소설)
구덩이(Holes)는 1998년 출간된 루이스 새커의 소설이다. 1998년 미국 청소년문학상을 수상하고 1999년 뉴베리상을 받았다. 2003년에는 월트 디즈니 픽처스에 의해 동명의 영화로 각색되기도 했다.

## 줄거리
이 이야기는 스탠리 이야기, 스탠리의 고조할아버지 엘리아 이야기, 캐서린 바로우 선생과 양파 장수 쌤 이야기로 나누어진다.
가문의 저주를 물려받은 스탠리는 억울하게 초록호수 캠프(Camp Green Lake) 소년원에 갇힌 다른 원생들과 같이 매일 하루에 한개씩, 직경 1미터 50센티, 깊이 1미터 50센티의 구덩이를 파야 한다. 그 곳은 과거 100여년 전에는 호수였던 곳이나 지금은 단단하게 마른 땅이다. 뒤엉킨 사랑을 가슴에 묻고 백 년 동안 비 한 방울 내리지 않는 하늘, 그리고 신의 엄지손가락 밑에서 찾은 기적.... 끝없이 펼쳐진 진실을 알 수 없는 사막에서의 이야기가 펼쳐진다.